# Актиноидная гипотеза
Актино́идная гипо́теза — теория, предполагающая схожесть между своими химическими свойствами актиноидов (от актиния до лоуренсия). Термин был предложен Г. Т. Сиборгом в 1944 году.
До выдвижения этой теории торий, протактиний и уран считались элементами 4, 5 и 6-й групп.